# Feszty-Panorama

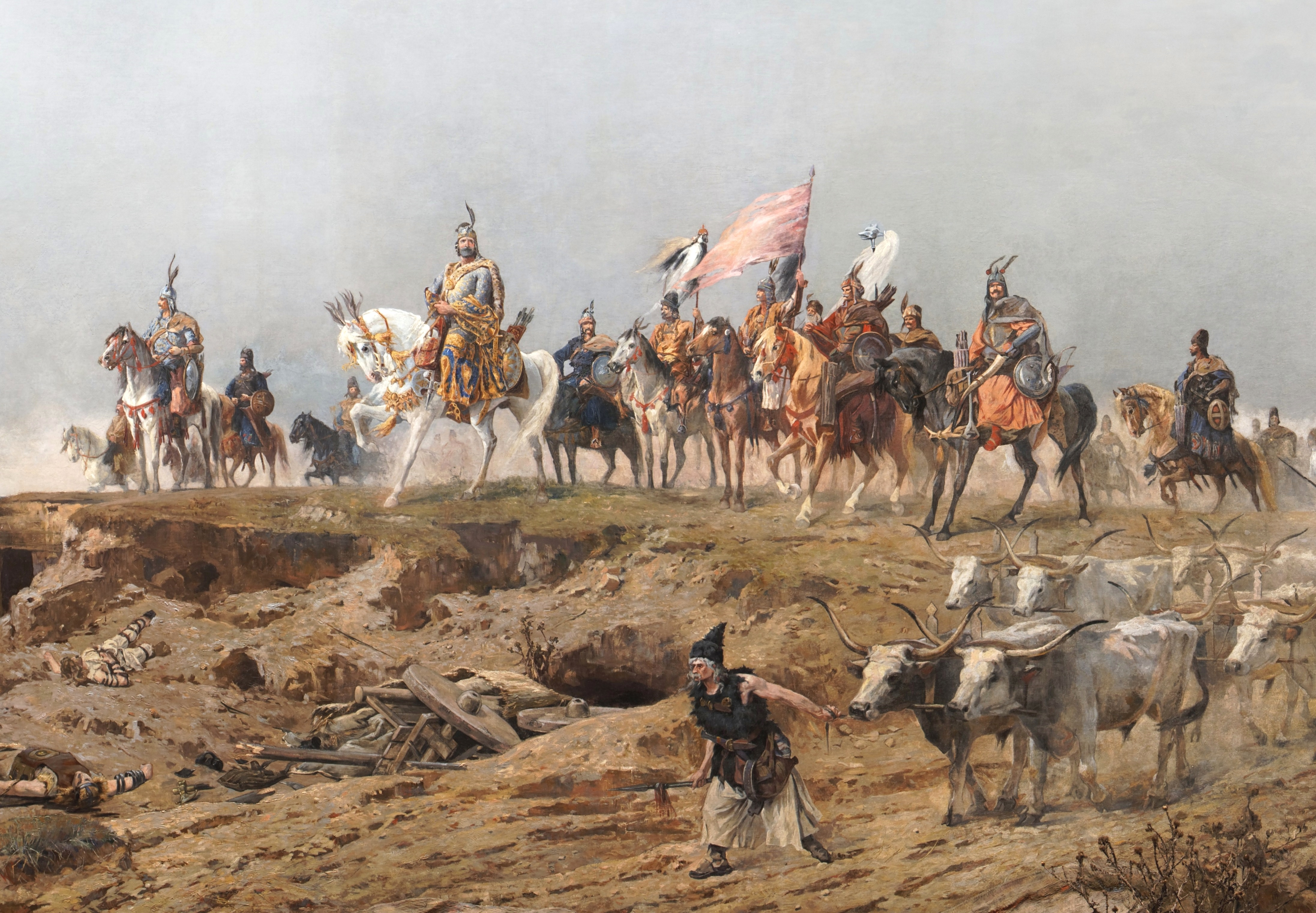
Detail des Panoramas mit Fürst Árpád

Das Feszty-Panorama (ungarisch Feszty-körkép) ist ein knapp 1.800 m² großes Rundgemälde des ungarischen Malers Árpád Feszty. Es wurde zu den Millenniumsfeierlichkeiten 1896 angefertigt und zeigt die Landnahme der Ungarn.

## Geschichte

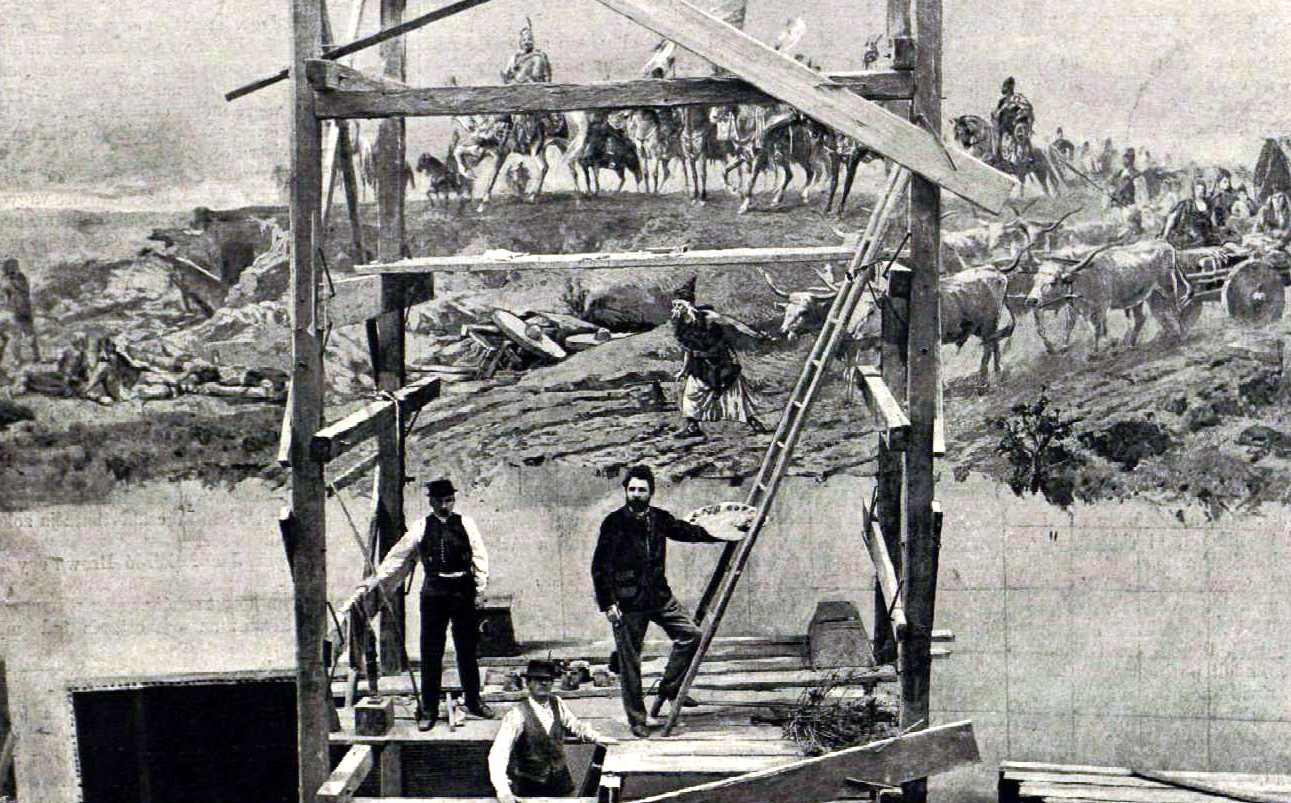
Árpád Feszty (rechts) während der Arbeiten am Rundgemälde (1894)

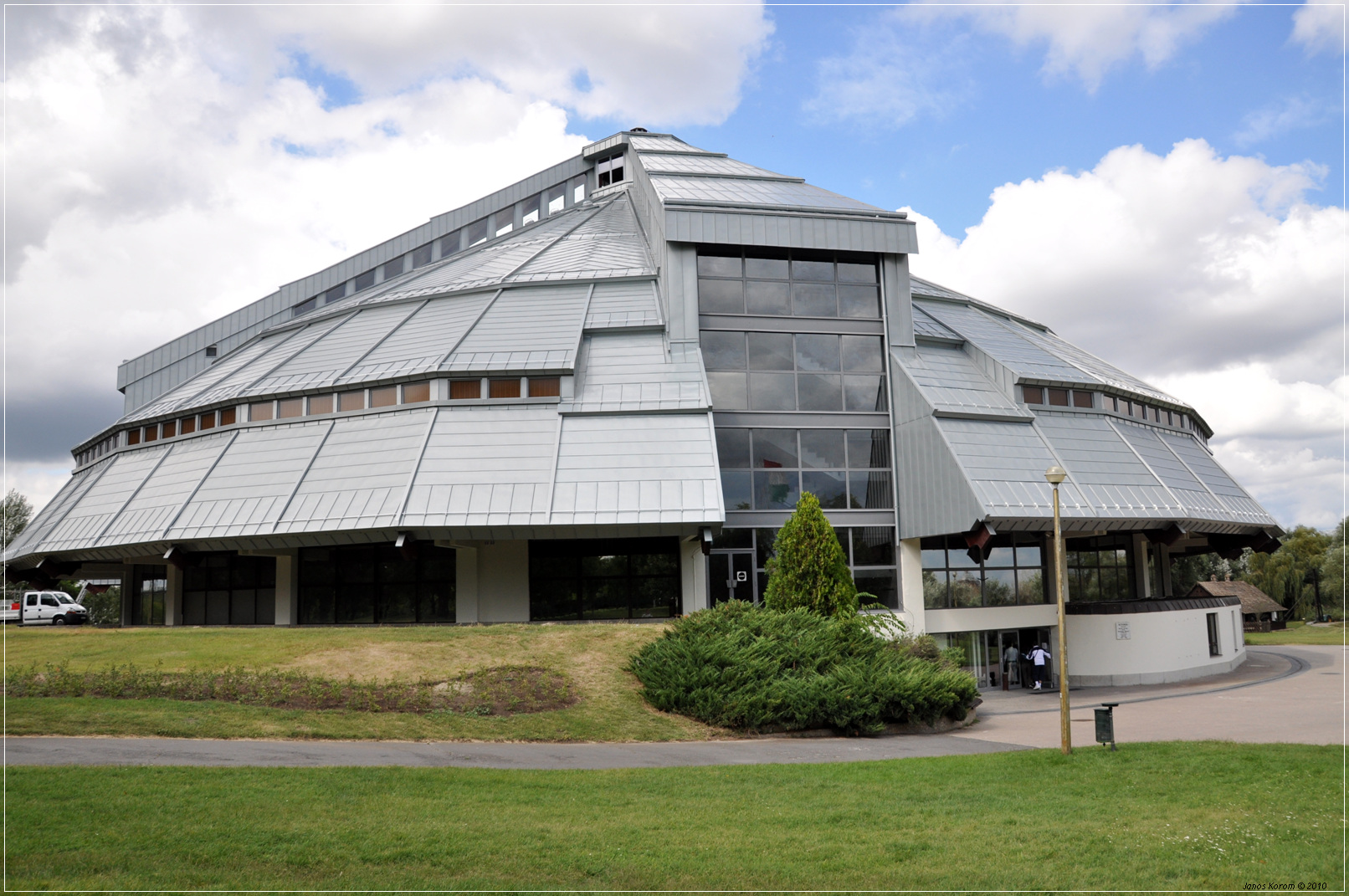
Heutiger Standort des Panoramas im Nationalen Historischen Gedenkpark Ópusztaszer

Bei einem Besuch in Paris 1891 sah Feszty ein Rundgemälde von einer Schlacht Napoleons. Er war so begeistert von dieser Darstellungsform, dass er sich entschied, ein Rundbild über die Sintflut zu erstellen. Sein Schwiegervater Mór Jókai warnte ihn vor den Finanzierungsproblemen eines solchen Unternehmens, das neben dem Bild selbst auch ein Gebäude benötigte und eine ausreichende Zahl an Publikumsbesuchern, damit sich die Investition rechnete. Schließlich nahm Feszty den Vorschlag seines Schwiegervaters an, in Anbetracht des bevorstehenden 1000-jährigen Jubiläums der ungarischen Landnahme, den "Einzug der Ungarn" ins Karpatenbecken zu malen und auf der Budapester Millenniumsausstellung 1896 auszustellen.
Für das Projekt wurden damals 140.000 Forint in eine Kommanditgesellschaft eingebracht. Unter der Leitung von Feszty malten von 1892 bis 1894 zeitweise bis zu 20 Künstler an der aus Belgien importierten Leinwand, um das Kunstwerk am Pfingstsonntag 1894 dem Publikum vorzustellen. Einige Landschaften stammen von László Mednyánszky; die Schlachtszenen sind Pál Vágó zu verdanken. Andere beteiligte Künstler waren Adolf Barsy, Dániel Mihalik, Ferenc Olgyay, Celesztin Pállya, Béla Spányi, Ignác Ujvári und Károly Ziegler. Das Rundbild wurde zuerst in einer Rundhalle, an der Stelle des heutigen Museum der Bildenden Künste ausgestellt. Das Bild war zwar eine der größten Attraktionen der Jahrtausendausstellung, jedoch deckten die Einnahmen nicht die Ausgaben für das Bild, und Feszty geriet in große finanzielle Schwierigkeiten.
Nach der Jubiläumsfeier wurde das Bild von 1899 bis 1909 in London ausgestellt, und dann bei seiner Rückkehr in einem neuen Gebäude im Stadtwäldchen ausgestellt, da die alte Halle mittlerweile abgerissen, und durch das Museum der Bildenden Künste ersetzt wurde. Während der Schlacht um Budapest (1944) wurde dieses Gebäude von einer Bombe getroffen und das Bild schwer beschädigt. Die Leinwand wurde daraufhin in acht Meter breite Stücke zerschnitten, zusammengerollt und eingelagert. Die wenig fachgerechte Lagerung verschlechterte den Zustand des Bildes zusätzlich.
Erst 1991 begannen polnische Fachleute unter der Leitung der zwei Restauratoren Stanislav Filipiak und Ryszard Wójtowicz mit der Restaurierung des Bildes und nach vier Jahren wurde es 1995 wieder der Öffentlichkeit übergeben. Seitdem ist es in der südungarischen Stadt Ópusztaszer ausgestellt. Die Besucher können das Gemälde über Stege betrachten.

## Das Panorama
Árpád Feszty’s Panoramagemälde ist 120 Meter lang, 15 Meter hoch und hat eine Gesamtfläche von 1.769 m². Der Durchmesser des Cyklorama beträgt 38 Meter. Es werden sechs miteinander verbundene Szenen dargestellt, die die Einwanderung der Ungarn ins Karpatenbecken darstellen. Im Vordergrund steht ein auf die Szenen angepasstes Diorama.
Die sechs Szenen stellen im Einzelnen folgende Inhalte dar:
- Kavallerieattacken
- Fürst Árpád mit Stammesoberhäuptern
- Der General des Lagers
- Das Schimmelopfer
- Entführung von Frauen
- Ankunft der Familien